# Großer Preis von Portugal 1984
Der Große Preis von Portugal 1984 (portugiesisch offiziell 13º Grande Prémio de Portugal) fand am 21. Oktober auf dem Autódromo Fernanda Pires da Silvaist in der Nähe von Estoril statt und war das 16. und letzte Rennen der Formel-1-Weltmeisterschaft 1984.

## Berichte

### Hintergrund
Zum ersten Mal seit 1960 fand wieder ein Großer Preis von Portugal statt. Dafür wurde die 1972 erbaute Rennstrecke von Estoril modernisiert und an die damals aktuellen Sicherheitsstandards der Formel 1 angepasst. Die dazu notwendigen Arbeiten wurden erst kurz vor dem Rennwochenende abgeschlossen.
Das Teilnehmerfeld bestand aus 27 Piloten, da das Renault-Team seinem französischen Testfahrer Philippe Streiff am Steuer eines dritten Werkswagens die Möglichkeit gab, sein Grand-Prix-Debüt zu bestreiten.
Teo Fabi, dessen Vater wenige Tage vor dem Rennen verstorben war, trat nicht zum Saisonfinale an. Er wurde bei Brabham von Manfred Winkelhock vertreten.

### Training
Da es während des ersten Qualifikationstrainings am Freitag regnete, erzielten sämtliche Piloten ihre jeweiligen Bestzeiten samstags.
Zum dritten Mal in Folge setzte sich die erste Startreihe aus dem noch amtierenden Weltmeister Nelson Piquet und Alain Prost, dem Zweitplatzierten der damals aktuellen WM-Wertung, zusammen. Ayrton Senna qualifizierte sich für den dritten Startplatz vor Keke Rosberg und den beiden Lotus-Piloten Elio de Angelis und Nigel Mansell.
Der in der WM-Wertung mit 3,5 Punkten Vorsprung vor Prost führende Niki Lauda erreichte den elften Startplatz.

### Rennen
Prost gelangte kurz nach dem Start am relativ schlecht gestarteten Piquet vorbei, musste sich allerdings seinerseits noch vor der ersten Kurve Rosberg und Mansell geschlagen geben. Während der zweiten Runde eroberte er allerdings wieder den zweiten Rang zurück. In der neunten Runde zog er schließlich auch an Rosberg vorbei und ging dadurch in Führung. Unterdessen kämpfte sich Lauda durch das Feld der Verfolger. Seine Aufholjagd brachte ihn bis zur 18. Runde auf den siebten Rang nach vorn.
Rosberg war zwischenzeitlich hinter Mansell und Senna auf den vierten Rang zurückgefallen. Zwischen der 26. und 33. Runde machte Lauda weitere vier Positionen gut und schloss auf den Zweitplatzierten Mansell auf. Als dieser sich in Runde 51 aufgrund eines Bremsdefektes drehte, nahm Lauda den zweiten Platz ein, der ihm trotz des Sieges seines Teamkollegen zum Titelgewinn reichte. Senna wurde Dritter vor Michele Alboreto, de Angelis und Piquet.
Lauda sicherte sich seinen dritten WM-Titel mit dem historisch knappsten Vorsprung der Formel-1-Geschichte von einem halben Punkt vor seinem Teamkollegen Prost.
Das Team McLaren, das zu diesem Zeitpunkt bereits seit mehreren Wochen als Konstrukteurs-Weltmeister 1984 feststand, beendete die Saison mit dem vierten Doppelsieg des Jahres. Für das Team standen zum Saisonende mehr als doppelt so viele WM-Punkte zu Buche, wie für die zweitplatzierte Scuderia Ferrari.

## Meldeliste
| Team                            | Nr. | Fahrer             | Chassis         | Motor                       | Reifen |
| ------------------------------- | --- | ------------------ | --------------- | --------------------------- | ------ |
| MRD International               | 01  | Nelson Piquet      | Brabham BT53    | BMW M12/13 1.5 L4t          | M      |
| MRD International               | 02  | Manfred Winkelhock | Brabham BT53    | BMW M12/13 1.5 L4t          | M      |
| Williams Grand Prix Engineering | 05  | Jacques Laffite    | Williams FW09B  | Honda RA163-E 1.5 V6t       | G      |
| Williams Grand Prix Engineering | 06  | Keke Rosberg       | Williams FW09B  | Honda RA163-E 1.5 V6t       | G      |
| Marlboro McLaren International  | 07  | Alain Prost        | McLaren MP4/2   | TAG/Porsche TTE PO1 1.5 V6t | M      |
| Marlboro McLaren International  | 08  | Niki Lauda         | McLaren MP4/2   | TAG/Porsche TTE PO1 1.5 V6t | M      |
| Skoal Bandit Formula 1 Team     | 09  | Philippe Alliot    | RAM 02          | Hart 415T 1.5 L4t           | P      |
| Skoal Bandit Formula 1 Team     | 10  | Jonathan Palmer    | RAM 02          | Hart 415T 1.5 L4t           | P      |
| John Player Team Lotus          | 11  | Elio de Angelis    | Lotus 95T       | Renault EF4 1.5 V6t         | G      |
| John Player Team Lotus          | 12  | Nigel Mansell      | Lotus 95T       | Renault EF4 1.5 V6t         | G      |
| Team ATS                        | 14  | Gerhard Berger     | ATS D7          | BMW M12/13 1.5 L4t          | P      |
| Équipe Renault Elf              | 15  | Patrick Tambay     | Renault RE50    | Renault EF4 1.5 V6t         | M      |
| Équipe Renault Elf              | 16  | Derek Warwick      | Renault RE50    | Renault EF4 1.5 V6t         | M      |
| Équipe Renault Elf              | 33  | Philippe Streiff   | Renault RE50    | Renault EF4 1.5 V6t         | M      |
| Barclay Nordica Arrows BMW      | 17  | Marc Surer         | Arrows A7       | BMW M12/13 1.5 L4t          | G      |
| Barclay Nordica Arrows BMW      | 18  | Thierry Boutsen    | Arrows A7       | BMW M12/13 1.5 L4t          | G      |
| Toleman Group Motorsport        | 19  | Ayrton Senna       | Toleman TG184   | Hart 415T 1.5 L4t           | M      |
| Toleman Group Motorsport        | 20  | Stefan Johansson   | Toleman TG184   | Hart 415T 1.5 L4t           | M      |
| Spirit Racing                   | 21  | Mauro Baldi        | Spirit 101B     | Hart 415T 1.5 L4t           | P      |
| Benetton Team Alfa Romeo        | 22  | Riccardo Patrese   | Alfa Romeo 184T | Alfa Romeo 890T 1.5 V8t     | G      |
| Benetton Team Alfa Romeo        | 23  | Eddie Cheever      | Alfa Romeo 184T | Alfa Romeo 890T 1.5 V8t     | G      |
| Osella Squadra Corse            | 24  | Piercarlo Ghinzani | Osella FA1F     | Alfa Romeo 890T 1.5 V8t     | P      |
| Osella Squadra Corse            | 30  | Jo Gartner         | Osella FA1F     | Alfa Romeo 890T 1.5 V8t     | P      |
| Ligier Loto                     | 25  | François Hesnault  | Ligier JS23     | Renault EF4 1.5 V6t         | M      |
| Ligier Loto                     | 26  | Andrea de Cesaris  | Ligier JS23B    | Renault EF4 1.5 V6t         | M      |
| Scuderia Ferrari SpA SEFAC      | 27  | Michele Alboreto   | Ferrari 126C4   | Ferrari 031 1.5 V6t         | G      |
| Scuderia Ferrari SpA SEFAC      | 28  | René Arnoux        | Ferrari 126C4   | Ferrari 031 1.5 V6t         | G      |

## Klassifikationen

### Qualifying
| Pos. | Fahrer             | Konstrukteur        | Qualifikationstraining 1 | Qualifikationstraining 1 | Qualifikationstraining 2 | Qualifikationstraining 2 | Start |
| Pos. | Fahrer             | Konstrukteur        | Zeit                     | Ø-Geschwindigkeit        | Zeit                     | Ø-Geschwindigkeit        | Start |
| ---- | ------------------ | ------------------- | ------------------------ | ------------------------ | ------------------------ | ------------------------ | ----- |
| 01   | Nelson Piquet      | Brabham-BMW         | 1:30,889                 | 172,298 km/h             | 1:21,703                 | 191,670 km/h             | 01    |
| 02   | Alain Prost        | McLaren-TAG-Porsche | 1:28,276                 | 177,398 km/h             | 1:21,774                 | 191,503 km/h             | 02    |
| 03   | Ayrton Senna       | Toleman-Hart        | 1:30,077                 | 173,851 km/h             | 1:21,936                 | 191,125 km/h             | 03    |
| 04   | Keke Rosberg       | Williams-Honda      | 1:32,269                 | 169,721 km/h             | 1:22,049                 | 190,862 km/h             | 04    |
| 05   | Elio de Angelis    | Lotus-Renault       | 1:28,428                 | 177,093 km/h             | 1:22,291                 | 190,300 km/h             | 05    |
| 06   | Nigel Mansell      | Lotus-Renault       | 1:32,986                 | 168,412 km/h             | 1:22,319                 | 190,236 km/h             | 06    |
| 07   | Patrick Tambay     | Renault             | 1:29,409                 | 175,150 km/h             | 1:22,583                 | 189,627 km/h             | 07    |
| 08   | Michele Alboreto   | Ferrari             | 1:31,192                 | 171,726 km/h             | 1:22,686                 | 189,391 km/h             | 08    |
| 09   | Derek Warwick      | Renault             | 1:35,913                 | 163,273 km/h             | 1:22,801                 | 189,128 km/h             | 09    |
| 10   | Stefan Johansson   | Toleman-Hart        | 1:28,891                 | 176,171 km/h             | 1:22,942                 | 188,807 km/h             | 10    |
| 11   | Niki Lauda         | McLaren-TAG-Porsche | 1:28,837                 | 176,278 km/h             | 1:23,183                 | 188,260 km/h             | 11    |
| 12   | Riccardo Patrese   | Alfa Romeo          | 1:37,154                 | 161,187 km/h             | 1:24,048                 | 186,322 km/h             | 12    |
| 13   | Philippe Streiff   | Renault             | 1:37,280                 | 160,979 km/h             | 1:24,089                 | 186,231 km/h             | 13    |
| 14   | Eddie Cheever      | Alfa Romeo          | 1:34,809                 | 165,174 km/h             | 1:24,235                 | 185,908 km/h             | 14    |
| 15   | Jacques Laffite    | Williams-Honda      | 1:39,696                 | 157,078 km/h             | 1:24,437                 | 185,464 km/h             | 15    |
| 16   | Marc Surer         | Arrows-BMW          | 1:34,003                 | 166,590 km/h             | 1:24,688                 | 184,914 km/h             | 16    |
| 17   | René Arnoux        | Ferrari             | 1:36,634                 | 162,055 km/h             | 1:24,848                 | 184,565 km/h             | 17    |
| 18   | Thierry Boutsen    | Arrows-BMW          | 1:32,530                 | 169,242 km/h             | 1:25,115                 | 183,986 km/h             | 18    |
| 19   | Manfred Winkelhock | Brabham-BMW         | keine Zeit               | –                        | 1:25,289                 | 183,611 km/h             | 19    |
| 20   | Andrea de Cesaris  | Ligier-Renault      | 1:33,398                 | 167,670 km/h             | 1:26,082                 | 181,920 km/h             | 20    |
| 21   | François Hesnault  | Ligier-Renault      | 1:34,233                 | 166,184 km/h             | 1:26,701                 | 180,621 km/h             | 21    |
| 22   | Piercarlo Ghinzani | Osella-Alfa Romeo   | 1:31,336                 | 171,455 km/h             | 1:26,840                 | 180,332 km/h             | 22    |
| 23   | Gerhard Berger     | ATS-BMW             | 1:44,966                 | 149,191 km/h             | 1:28,106                 | 177,740 km/h             | 23    |
| 24   | Jo Gartner         | Osella-Alfa Romeo   | 1:33,540                 | 167,415 km/h             | 1:28,229                 | 177,493 km/h             | 24    |
| 25   | Mauro Baldi        | Spirit-Hart         | 1:36,483                 | 162,308 km/h             | 1:29,001                 | 175,953 km/h             | 25    |
| 26   | Jonathan Palmer    | RAM-Hart            | 1:40,344                 | 156,063 km/h             | 1:29,397                 | 175,174 km/h             | 26    |
| 27   | Philippe Alliot    | RAM-Hart            | 1:34,839                 | 165,122 km/h             | 1:30,406                 | 173,219 km/h             | 27    |

### Rennen
| Pos. | Fahrer             | Konstrukteur        | Runden | Stopps | Zeit        | Start | Schnellste Runde |
| ---- | ------------------ | ------------------- | ------ | ------ | ----------- | ----- | ---------------- |
| 01   | Alain Prost        | McLaren-TAG-Porsche | 70     | 0      | 1:41:11,753 | 02    | 1:23,452 (39.)   |
| 02   | Niki Lauda         | McLaren-TAG-Porsche | 70     | 0      | + 13,425    | 11    | 1:22,996 (51.)   |
| 03   | Ayrton Senna       | Toleman-Hart        | 70     | 0      | + 20,042    | 03    | 1:24,373 (46.)   |
| 04   | Michele Alboreto   | Ferrari             | 70     | 0      | + 20,317    | 08    | 1:24,148 (68.)   |
| 05   | Elio de Angelis    | Lotus-Renault       | 70     | 0      | + 1:32,169  | 05    | 1:25,680 (45.)   |
| 06   | Nelson Piquet      | Brabham-BMW         | 69     | 1      | + 1 Runde   | 01    | 1:24,275 (39.)   |
| 07   | Patrick Tambay     | Renault             | 69     | 0      | + 1 Runde   | 07    | 1:25,506 (37.)   |
| 08   | Riccardo Patrese   | Alfa Romeo          | 69     | 0      | + 1 Runde   | 12    | 1:26,173 (43.)   |
| 09   | René Arnoux        | Ferrari             | 69     | 0      | + 1 Runde   | 17    | 1:25,711 (53.)   |
| 10   | Manfred Winkelhock | Brabham-BMW         | 69     | 0      | + 1 Runde   | 19    | 1:26,404 (63.)   |
| 11   | Stefan Johansson   | Toleman-Hart        | 69     | 1      | + 1 Runde   | 10    | 1:24,053 (51.)   |
| 12   | Andrea de Cesaris  | Ligier-Renault      | 69     | 0      | + 1 Runde   | 20    | 1:26,806 (36.)   |
| 13   | Gerhard Berger     | ATS-BMW             | 68     | 0      | + 2 Runden  | 23    | 1:26,601 (59.)   |
| 14   | Jacques Laffite    | Williams-Honda      | 67     | 2      | + 3 Runden  | 15    | 1:24,507 (55.)   |
| 15   | Mauro Baldi        | Spirit-Hart         | 66     | 0      | + 4 Runden  | 25    | 1:27,772 (48.)   |
| 16   | Jo Gartner         | Osella-Alfa Romeo   | 65     | 0      | DNF         | 24    | 1:27,169 (58.)   |
| 17   | Eddie Cheever      | Alfa Romeo          | 64     | 1      | + 6 Runden  | 14    | 1:26,020 (33.)   |
| –    | Piercarlo Ghinzani | Osella-Alfa Romeo   | 60     | 0      | DNF         | 22    | 1:28,410 (42.)   |
| –    | Nigel Mansell      | Lotus-Renault       | 52     | 0      | DNF         | 06    | 1:24,267 (47.)   |
| –    | Derek Warwick      | Renault             | 51     | 1      | DNF         | 09    | 1:25,309 (20.)   |
| –    | Philippe Streiff   | Renault             | 48     | 1      | DNF         | 13    | 1:26,874 (43.)   |
| –    | Keke Rosberg       | Williams-Honda      | 39     | 0      | DNF         | 04    | 1:25,667 (37.)   |
| –    | François Hesnault  | Ligier-Renault      | 31     | 0      | DNF         | 21    | 1:29,219 (19.)   |
| –    | Thierry Boutsen    | Arrows-BMW          | 24     | 0      | DNF         | 18    | 1:27,725 (24.)   |
| –    | Jonathan Palmer    | RAM-Hart            | 19     | 1      | DNF         | 26    | 1:30,711 (06.)   |
| –    | Marc Surer         | Arrows-BMW          | 8      | 0      | DNF         | 16    | 1:28,635 (07.)   |
| –    | Philippe Alliot    | RAM-Hart            | 2      | 0      | DNF         | 27    | 1:35,542 (02.)   |

## WM-Stände nach dem Rennen
Die ersten vier des Rennens bekamen 9, 6, 4, 3, 2 und 1 Punkt(e). In der Fahrerwertung wurden die besten elf Resultate, in der Konstrukteurswertung alle Resultate gewertet.

### Fahrerwertung
| Pos. | Fahrer            | Konstrukteur        | Punkte |
| ---- | ----------------- | ------------------- | ------ |
| 01   | Niki Lauda        | McLaren-TAG-Porsche | 72     |
| 02   | Alain Prost       | McLaren-TAG-Porsche | 71,5   |
| 03   | Elio de Angelis   | Lotus-Renault       | 34     |
| 04   | Michele Alboreto  | Ferrari             | 30,5   |
| 05   | Nelson Piquet     | Brabham-BMW         | 29     |
| 06   | René Arnoux       | Ferrari             | 27     |
| 07   | Derek Warwick     | Renault             | 23     |
| 08   | Keke Rosberg      | Williams-Honda      | 20,5   |
| 09   | Nigel Mansell     | Lotus-Renault       | 13     |
| 10   | Ayrton Senna      | Toleman-Hart        | 13     |
| 11   | Patrick Tambay    | Renault             | 11     |
| 12   | Teo Fabi          | Brabham-BMW         | 9      |
| 13   | Riccardo Patrese  | Alfa Romeo          | 8      |
| 14   | Jacques Laffite   | Williams-Honda      | 5      |
| 15   | Thierry Boutsen   | Arrows-Ford/-BMW    | 5      |
| 16   | Eddie Cheever     | Alfa Romeo          | 3      |
| 17   | Andrea de Cesaris | Ligier-Renault      | 3      |

| Pos. | Fahrer             | Konstrukteur                | Punkte |
| ---- | ------------------ | --------------------------- | ------ |
| 18   | Stefan Johansson   | Tyrrell-Ford / Toleman-Hart | 3      |
| 19   | Piercarlo Ghinzani | Osella-Alfa Romeo           | 2      |
| 20   | Marc Surer         | Arrows-Ford/-BMW            | 1      |
| 21   | Jo Gartner         | Osella-Alfa Romeo           | 0      |
| 22   | Gerhard Berger     | ATS-BMW                     | 0      |
| 23   | François Hesnault  | Ligier-Renault              | 0      |
| 24   | Corrado Fabi       | Brabham-BMW                 | 0      |
| 25   | Mauro Baldi        | Spirit Hart                 | 0      |
| 26   | Manfred Winkelhock | ATS-BMW / Brabham-BMW       | 0      |
| 27   | Jonathan Palmer    | RAM-Hart                    | 0      |
| 28   | Huub Rothengatter  | Spirit Hart                 | 0      |
| 29   | Johnny Cecotto     | Toleman-Hart                | 0      |
| 30   | Philippe Alliot    | RAM-Hart                    | 0      |
| –    | Mike Thackwell     | RAM-Hart                    | 0      |
| –    | Philippe Streiff   | Renault                     | 0      |
| DSQ  | Martin Brundle     | Tyrrell-Ford                | 8      |
| DSQ  | Stefan Bellof      | Tyrrell-Ford                | 5      |

### Konstrukteurswertung
| Pos. | Konstrukteur        | Punkte |
| ---- | ------------------- | ------ |
| 01   | McLaren-TAG-Porsche | 143,5  |
| 02   | Ferrari             | 57,5   |
| 03   | Lotus-Renault       | 47     |
| 04   | Brabham-BMW         | 38     |
| 05   | Renault             | 34     |
| 06   | Williams-Honda      | 25,5   |
| 07   | Toleman-Hart        | 16     |
| 08   | Alfa Romeo          | 11     |

| Pos. | Konstrukteur      | Punkte |
| ---- | ----------------- | ------ |
| 09   | Arrows-Ford/-BMW  | 6      |
| 10   | Ligier-Renault    | 3      |
| 11   | Osella-Alfa Romeo | 2      |
| 12   | Spirit-Hart       | 0      |
| 13   | ATS-BMW           | 0      |
| 14   | RAM-Hart          | 0      |
| DSQ  | Tyrrell-Ford      | 13     |

Anmerkungen
1. ↑  Tyrrell wurde im September 1984 wegen Reglementverstoßes aus der Weltmeisterschaft ausgeschlossen; Auslöser waren verbotene Wassertanks, die nach jedem Grand Prix befüllt wurden und auf diese Weise für ein Untergewicht während der Rennen sorgten.